# Dmytro Razumkov
Dmytro Oleksandrovyč Razumkov (ukrajinsky Дмитро Олександрович Разумков, * 8. října 1983, Berdyčiv) je ukrajinský politik. V letech 2019–2021 byl předsedou parlamentu Ukrajiny. Od listopadu 2021 vede v ukrajinském parlamentu frakci Rozumná politika.
V prezidentské kampani v roce 2019 byl politickým poradcem Volodymyra Zelenského. V témže roce byl předsedou strany Služebník lidu. Předtím v letech 2006–2010 působil ve Straně regionů.